# 53839 Schölkopf
53839 Schölkopf è un asteroide della fascia principale. Scoperto nel 2000, presenta un'orbita caratterizzata da un semiasse maggiore pari a 2,2806096 au e da un'eccentricità di 0,0931994, inclinata di 5,07877° rispetto all'eclittica.